# ワックスホーの虐殺
ワックスホーの虐殺（ワックスホーのぎゃくさつ、英: The Waxhaw Massacre）またはワックスホーの戦い（英: Battle of Waxhaws）は、アメリカ独立戦争中の1780年5月29日、サウスカロライナのランカスターで、エイブラハム・ビュフォード大佐の率いる大陸軍とバナスター・タールトン中佐率いるイギリス軍および王党派軍との間で戦われた戦闘である。

## 背景
ビュフォード大佐は350名ないし380名のバージニア大陸軍（第3バージニア分隊:第7バージニア連隊、第2バージニア連隊の2個中隊、および2門の6ポンド砲を備えた砲兵隊）を率いてサウスカロライナのチャールストンで包囲されている大陸軍の救援に赴くところであった。チャールストンに着く前に既にイギリス軍に市が陥されたことがわかり、バージニアに引き返し始めた。
しかし、イギリス軍のバナスター・タールトン中佐はサウスカロライナ植民地知事ジョン・ラトリッジがビュフォードと行動を共にしているという情報を掴んだ。ラトリッジを捕まえようと思ったタールトンは追跡を開始した。その部隊は130名の竜騎兵隊、100名の騎乗歩兵で合計約230名、これに1門の3ポンド砲を備えていた。実際の戦闘では、先行した60名の竜騎兵と60名の騎乗歩兵、それに追いついた30名の竜騎兵と何人かの歩兵が加わっただけであった。

## 戦闘
1780年5月29日、タールトンは現在のサウスカロライナ州ビュフォードにある交差路ワックスホーでビュフォード隊に追いついた。この時既にラトリッジ知事はビュフォード隊から分かれていた。
タールトンは後続部隊が到着するのを待つ間に、ディビッド・キンロック大尉を伝令に送りビュフォードの降伏を要求した。この要求の中で、タールトンは自軍の勢力を過剰に（700名と言ったという）伝えてビュフォードの決意を揺るがせようとした。ビュフォードは、「私は貴殿の提案を拒否する。最後の極みまで守り抜く」と言ってタールトンの提案を拒否した。
この言とは裏腹に、ビュフォードは戦闘への備えをせずに行軍を続けようとした。タールトンが襲ってきた時、ビュフォードは敵が10ヤード (9 m)の距離に入るまで待って発砲の命令を発した。しかし、これでは襲ってくる騎兵に対して効果が無く、バージニア兵の総崩れになってしまった。戦闘後のタールトンの報告書によれば、大陸軍は113名が殺害され、147名は傷付いたが落ち延び、2門の6ポンド砲と26両の輜重車が鹵獲された。イギリス軍の被害は戦死5名、傷者12名、それに11頭の馬が殺され、19頭の馬が傷付いたということであった。
ビュフォードは馬の背にしがみ付いてこの場を逃れた。

## 戦闘の後
この戦闘はその後多くの議論を生むことになった。というのもビュフォードの隊列を崩壊させた後、タールトンの兵士は降伏したバージニア兵の多くをサーベルで叩き切って殺したということである。ビュフォードの副官ヘンリー・ボウヤーやイギリス軍ロバート・ブラウンフィールド兵曹の証言によれば、ビュフォードは遅ればせながら白旗を掲げたがタールトンに無視された。タールトン自身の証言によれば、彼は事実上虐殺を認めた。最初の攻撃の時にタールトンの馬が下から撃たれ、タールトンが死んだと思った彼の部下が「簡単には抑えられない報復に燃える激しい」感情で戦いを続けたということである
。
この虐殺の前まで、アメリカ南部の植民地の人々に多くあった考え方は愛国者側ではなく、イギリスに忠実であろうというものだった。しかし、ワックスホーの虐殺の報せは南部での戦争の行方を変えた。それまで中立であったものの多くが愛国者側に付き、「タールトンの慈悲を！」という叫びが愛国者を鼓舞するものになった。この虐殺は、後にノースカロライナで行われたキングスマウンテンの戦いで、愛国者のオーバー・マウンテン部隊（テネシーから山を越えてきた部隊）がイギリス軍のパトリック・ファーガソン少佐指揮する王党派軍を完璧に叩き潰してしまう原因ともなった。

## 映像
2000年の映画パトリオットでは、メル・ギブソン演じる主役ベンジャミン・マーティンの長男ガブリエルがワックスホーの虐殺で負傷した。この事実は長男がマーティンの農園に帰って来る直前の出来事であり、映画のシーンには現れない。